# Kundbysjön
Kundbysjön är en sjö i Norrtälje kommun i Uppland och ingår i Norrtäljeåns huvudavrinningsområde. Sjön har en area på 0,245 kvadratkilometer och ligger 10,2 meter över havet. Sjön avvattnas av vattendraget Norrtäljeån (Ålderskärrån). Vid provfiske har en stor mängd fiskarter fångats, bland annat abborre, björkna, braxen och gers.

## Delavrinningsområde
Kundbysjön ingår i det delavrinningsområde (662665-164616) som SMHI kallar för Utloppet av Kundbysjön. Medelhöjden är 25 meter över havet och ytan är 5,81 kvadratkilometer. Räknas de 9 avrinningsområdena uppströms in blir den ackumulerade arean 142,67 kvadratkilometer. Avrinningsområdets utflöde Norrtäljeån (Ålderskärrån) mynnar i havet. Avrinningsområdet består mestadels av skog (37 procent), öppen mark (19 procent) och jordbruk (39 procent). Avrinningsområdet har 0,24 kvadratkilometer vattenytor vilket ger det en sjöprocent på 4,2 procent.

## Fisk
Vid provfiske har följande fisk fångats i sjön:
| - Abborre - Björkna - Braxen - Gärs - Gädda - Löja - Mört - Ruda - Sarv - Småspigg - Storspigg | - Sutare |